# Galumna hudsoni
Galumna hudsoni är en kvalsterart som beskrevs av Hammer 1952. Galumna hudsoni ingår i släktet Galumna och familjen Galumnidae. Inga underarter finns listade i Catalogue of Life.